# ادلمیرو خولیان فارل
ادلمیرو خولیان فارل (انگلیسی: Edelmiro Julián Farrell; زاده ۱۲ فوریهٔ ۱۸۸۷ – درگذشته ۲۱ اکتبر ۱۹۸۰) سیاست‌مدار اهل آرژانتین بود.